# Et alors ! (chanson)
 (juin 2022).
Pour les articles homonymes, voir Et alors !.
Singles de Shy'm
En apesanteur
(2011) On se fout de nous
(2012)
Pistes de Caméléon
Et si...
Et alors ! est le premier single extrait de l'album studio Caméléon de Shy'm. Sorti le 7 mai 2012 sous le label Warner, la chanson a été écrite par K-Maro et Louis Côté. 
Le single rencontre un grand succès dans les pays francophones durant la période estivale, Et alors ! se classe numéro 1 en France et numéro 4 en Belgique (Wallonie) et il est certifié Single d'Or. Le titre a été interprété par Shy’m lors des tournées Shimi Tour, Paradoxale Tour, Concerts Exceptionnels et l’Agapé Tour.

## Contexte
La chanson est une réponse à la polémique, suscitée par le bustier transparent signé Franck Sorbier qu'a porté Shy'm lors des NRJ Music Awards 2012. Ainsi, la chanteuse affirme-t-elle dans cette chanson sa liberté, entre autres, de porter ce qu'elle veut :
Et alors ?

Mais qu'est-ce-que ca te fait,

Si j'ose les  nœuds pap'

Et les bustiers Franck Sorbier ?

## Classement par pays
| Classement (2012)                       | Meilleure position |
| --------------------------------------- | ------------------ |
| Belgique (Wallonie Ultratop 50 Airplay) | 4                  |
| Belgique (Wallonie Ultratop 50 Dance)   | 2                  |
| Belgique (Wallonie Ultratip 50)         | 5                  |
| Belgique (Wallonie Ultratop 50 Singles) | 4                  |
| Canada (Hot 100)                        | 92                 |
| France (SNEP)                           | 2                  |
| France (TL)[réf. nécessaire]            | 1                  |
| Suisse romande                          | 11                 |
| Suisse                                  | 58                 |

## Certification
| Pays   | Organisme | Certification | Ventes  |
| ------ | --------- | ------------- | ------- |
| France | SNEP      | Or            | 100 000 |